# 瓦爾赫爾莫索泉 (阿拉巴馬州)
瓦爾赫爾莫索泉（英語：Valhermoso Springs）是一個位於美國阿拉巴馬州摩根縣的非建制地區。該地的面積和人口皆未知。

## 地理
瓦爾赫爾莫索泉的座標為34°30′04″N 86°41′13″W / 34.50111°N 86.68694°W，而該地的平均海拔高度為75米（即246英尺）。